# Le Bal des poignards
Le Bal des poignards est une série de romans de Juliette Benzoni parus en 2010 publiée chez Plon.

## Romans
- La Dague au lys rouge (2010)
- Le Couteau de Ravaillac (2010)